# Arculus sykesi
Arculus sykesi är en musselart som först beskrevs av Chaster 1895.  Arculus sykesi ingår i släktet Arculus och familjen Neoleptonidae. Inga underarter finns listade i Catalogue of Life.